# Александр (Калпакидис)
Митрополит Александр (греч. Μητροπολίτης Αλέξανδρος, в миру Нико́лаос Калпаки́дис, греч. Νικόλαος Καλπακίδης; 13 мая 1938, Салоники — 10 июня 2016, Добрский монастырь) — епископ Элладской православной церкви, титулярный митрополит Ставропигийский (2002—2010).

## Биография
В 1965 году окончил богословский факультет Аристотилевского университета в Салониках.
В 1961 году был хиротонисан во диакона, а в 1967 году — во пресвитера.
С 1974 по 1992 год служил протосинкеллом в Неапольской и Ставрупольской митрополии. Центром его служения стал Благовещенский храм Евосму.
22 июня 1992 года Священный синод Константинопольской православной церкви избрал его митрополитом Гирокастрийским для возрождаемой Албанской православной церкви (Священный Синод Албанской православной церкви на тот момент ещё не был воссоздан).
Из-за нежелания правительства Албании принимать иерархов-греков, хиротония долго откладывалась, и состоялась лишь 26 июля 1996 года в церкви святой Параскевы в Халкидонской митрополии. Хиротонию совершили: митрополит Халкидонский Иоаким (Нерандзулис), митрополит Неапольский и Ставропольский Дионисий (Ладопулос), митрополит Тиролоиский и Серендийский Пантелеимон (Родопулос), митрополит Димитриадский и Алмиросский Христодул (Параскеваидис), митрополит Дидимотихский и Орестиадский Никифор (Архангелидис), митрополит Филадельфийский Мелитон (Карас), митрополит Верийский Пантелеимон (Калпакидис), митрополит Ксанфский Пантелеимон (Калафатис) и митрополит Элассонский Василий (Колокас).
26 и 28 июля 1996 года были также хиротонисаны Игнатий (Триантис) на Бератскую кафедру и Христодул (Мустакис) на Корченскую кафедру. Они и архиепископ Анастасий (Яннулатос) должны были войти в состав Священного синода, однако полностью греческий состав Синода вызвал протесты как со стороны албанских верующих, так и со стороны властей. В 1998 году удалось договориться о том, что Синод будет состоять из двух греческих и двух албанских иерархов; митрополит Бератский Игнатий стал единвенным из трёх рукоположённых митрополитов, чью кандидатуру удалось согласовать албанской стороной.
18 июля 1998 года митрополит Александр подал прошение об увольнении на покой, а в 2000 году обратился к Синоду Элладской православной церкви о принятии его в клир Элладской церкви. Синод Элладской православной церкви избрал его титулярным митрополитом Ставропигийским.
С 2006 года проживал в Добрском монастыре близ Верии; митрополитом Верийским был его младший брат Пантелеимон (Калпакидис). Много внимания уделял духовничеству, проповеди и работе с молодёжью. Автор нескольких книг, ряда статей в газетах и религиозных журналах.
Скончался 10 июня 2016 года в Добрском монастыре.